# Дискография Mudvayne
«Mudvayne» (Мадвэ́йн) — американская ню-метал-группа из Пеория (штат Иллинойс), образовавшаяся в 1996 году. Музыкальный коллектив известен своим нестандартным подходом к структуре песен и особым визуальным стилем. За время своего существования группа продала более шести миллионов копий альбомов по всему миру, в том числе около трех миллионов в США. Комбинируя разнообразные направления в рок-музыке с необычным внешним видом группа смогла получить признание и стать одной из самых известных групп новой волны хеви-метала.
Группа состоит из Чада Грея (вокал), Грега Триббетта (гитара, вокал), Райана Мартини (бас-гитара) и Мэтью Макдоноу (барабаны). Сформированные в 1996 году, Mudvayne стали популярными в конце 1990-х годов на иллинойсской андеграундной сцене. Группа выпустила EP Kill, I Oughtta, в 1997 году и успешный дебютный альбом L.D. 50 в 2000 году. Успех и популярность были закреплены в последующих альбомах The End of All Things to Come, Lost and Found и The New Game.
С 2010 года группа является неактивной, так как ее участники задействованы в других музыкальных проектах. В частности Чед Грей является вокалистом супергруппы Hellyeah. Он так же основал независимый лейбл Bullygoat Records, который занимается записью альбомов в стиле хэви-метал.
19 апреля 2021 года группа объявила о своём воссоединении.

## Альбомы
| 2000                                    | L.D. 50 - Выпущен: 22 августа 2000 - Лейбл: Epic                      | 85 | 33 | —  | —   | —  | —  | —  | —   | - US: Gold |
| 2002                                    | The End of All Things to Come - Выпущен: 19 ноября 2002 - Лейбл: Epic | 17 | 44 | —  | 125 | —  | —  | —  | 107 | - US: Gold |
| 2005                                    | Lost and Found - Выпущен: 12 апреля 2005 - Лейбл: Epic                | 2  | 12 | 75 | 132 | 51 | 20 | 11 | 87  | - US: Gold |
| 2008                                    | The New Game - Released: November 18, 2008 - Label: Epic              | 15 | 42 | —  | —   | —  | 32 | —  | —   |            |
| 2009                                    | Mudvayne - Выпущен: 21 декабря 2009 - Лейбл: Epic                     | 53 | —  | —  | —   | —  | —  | —  | —   |            |
| "—" означает что релиз не попал в чарт. |                                                                       |    |    |    |     |    |    |    |     |            |

### Компиляции
| Год  | Детали                                                                | US |
| ---- | --------------------------------------------------------------------- | -- |
| 2007 | By the People, for the People - Выпущен: 27 ноября 2007 - Лейбл: Epic | 51 |

### EP
| Год  | Описание                                                         |
| ---- | ---------------------------------------------------------------- |
| 1997 | Kill, I Oughtta - Выпущен: 1997 - Лейбл: Self-released           |
| 2001 | The Beginning of All Things to End - Переиздание Kill, I Oughtta |
| 2003 | Live Bootleg - Выпущен: 30 сентября 2003 - Лейбл: Epic           |

## Песни

### Синглы
| Год                                      | Песня                | Позиция в чарте | Позиция в чарте | Позиция в чарте | Позиция в чарте | Позиция в чарте | Сертификации | Альбом                        |
| Год                                      | Песня                | US              | US Alt.         | US Main.        | US Pop          | US Rock         | Сертификации | Альбом                        |
| ---------------------------------------- | -------------------- | --------------- | --------------- | --------------- | --------------- | --------------- | ------------ | ----------------------------- |
| 2000                                     | "Dig"                | —               | —               | 33              | —               | —               | US: Gold     | L.D. 50                       |
| 2000                                     | "Death Blooms"       | —               | —               | 32              | —               | —               |              | L.D. 50                       |
| 2002                                     | "Not Falling"        | —               | 28              | 11              | —               | —               |              | The End of All Things to Come |
| 2003                                     | "World So Cold"      | —               | —               | 16              | —               | —               |              | The End of All Things to Come |
| 2005                                     | "Determined"         | —               | —               | —               | —               | —               |              | Lost and Found                |
| 2005                                     | "Happy?"             | 89              | 8               | 1               | 91              | —               |              | Lost and Found                |
| 2005                                     | "Forget to Remember" | —               | —               | 8               | —               | —               |              | Lost and Found                |
| 2006                                     | "Fall into Sleep"    | —               | —               | 4               | —               | —               |              | Lost and Found                |
| 2007                                     | "Dull Boy"           | —               | —               | 17              | —               | —               |              | By the People, for the People |
| 2008                                     | "Do What You Do"     | 121             | 13              | 2               | —               | 21              |              | The New Game                  |
| 2009                                     | "Scarlet Letters"    | —               | —               | 7               | —               | 29              |              | The New Game                  |
| 2009                                     | "Scream with Me"     | —               | 31              | 3               | —               | 16              |              | Mudvayne                      |
| "—" означает что альбом не попал в чарт. |                      |                 |                 |                 |                 |                 |              |                               |

### Саундтреки
| Год  | Песня                                | Саундтрек                           |
| ---- | ------------------------------------ | ----------------------------------- |
| 2001 | "Death Blooms"                       | Ozzfest 2001: The Second Millennium |
| 2002 | "Not Falling"                        | Корабль-призрак                     |
| 2002 | "Death Blooms"                       | Dragon Ball Z: Return of Cooler     |
| 2002 | "Dig (Everything and Nothing Remix)" | Resident Evil                       |
| 2003 | "World So Cold"                      | MTV2 Headbangers Ball               |
| 2004 | "Determined"                         | Need for Speed Underground 2        |
| 2005 | "Small Silhouette"                   | Masters of Horror                   |
| 2005 | "Forget to Remember"                 | Пила 2                              |
| 2005 | "Forget to Remember"                 | MTV2 Headbangers Ball: The Revenge  |
| 2005 | "Happy?"                             | WWE Vengeance 2005                  |

## Видеография

### DVD
| Год  | Описание                                                                    | Сертфиикации |
| ---- | --------------------------------------------------------------------------- | ------------ |
| 2001 | L(ive) D(osage) 50: Live in Peoria - Выпущен: 11 декабря 2001 - Лейбл: Epic | - US: Gold   |
| 2003 | All Access to All Things - Выпущен: 11 декабря 2003 - Лейбл: Epic           | - AUS: Gold  |

### Видеоклипы
| Год  | Песня                            | Режиссер            |
| ---- | -------------------------------- | ------------------- |
| 2000 | "Dig"                            | Thomas Mignone      |
| 2000 | "Death Blooms"                   | Thomas Mignone      |
| 2001 | "Nothing to Gein"                |                     |
| 2002 | "Not Falling (Original Version)" | Joel Peissig        |
| 2002 | "Not Falling (Ice Version)"      | Dean Karr           |
| 2003 | "World So Cold"                  | Christopher Mills   |
| 2005 | "Determined"                     | Dale Resteghini     |
| 2005 | "Happy?"                         | Lex Halaby          |
| 2005 | "Forget to Remember"             | Darren Lynn Bousman |
| 2006 | "Fall into Sleep"                |                     |
| 2006 | "IMN"                            | Greg Watermann      |
| 2007 | "Dull Boy"                       |                     |
| 2008 | "Do What You Do"                 | Frankie Nasso       |
| 2009 | "A New Game"                     | Frankie Nasso       |
| 2009 | "Scream with Me"                 | Frankie Nasso       |
| 2010 | "Beautiful and Strange"          | Frankie Nasso       |
| 2010 | "Heard It All Before"            | Frankie Nasso       |